# Mil Mi-46
Der Mil Mi-46 (russisch Миль Ми-46)  ist ein projektierter Passagier-/Fracht-/Flugkranhelikopter, der erstmals 1992 angekündigt wurde. Der Hubschrauber wurde in zwei Versionen geplant: Mi-46T und Mi-46K.

## Versionen
Der Mi-46T ist die Passagier-/Frachttransportversion, die ähnlich wie der Mil Mi-26 sein sollte, bei einem Höchstabfluggewicht, das nur halb so hoch sein sollte wie beim Mi-26, und geeignet wäre, den alternden Mil Mi-6 zu ersetzen. Der Mi-46T benötigt zwei neuartige Awiadwigatel-Turbowellenmotoren mit einer Leistung von jeweils 5.590 kW.
Die Mi-46K ist die Flugkranversion, die als Ersatz für die Mil Mi-10K geeignet war, und ist ähnlich wie diese konstruiert, mit Stummelflügeln und einem langverstrebten Fahrwerk. Seine Entwicklung wird jedoch durch das Fehlen eines Motors behindert, da es für diesen Hubschrauber bisher keinen geeigneten Motor gibt. Der Mi-46K benötigt zwei nicht näher spezifizierte 5.965-kW-Wellenturbinen.
Das Projekt wurde 1992 angekündigt; weitere Informationen fehlen.